# Pardasuka (Katibung)
Pardasuka is een bestuurslaag in het regentschap Lampung Selatan van de provincie Lampung, Indonesië. Pardasuka telt 8808 inwoners (volkstelling 2010).